# مبدأ الاستطاعة الأعظمية
مبدأ الاستطاعة الأعظمية أو مبدأ لوتكا اقتُرح كمبدأ رابع لعلم الطاقة في الديناميكا الحرارية لنظام مفتوح، من أمثلة النظام المفتوح الخلية البيولوجية. وفق هاوارد ت. أودوم، «يمكن صياغة مبدأ الاستطاعة العظمى كالتالي: أثناء التنظيم الذاتي، تتطور وتسود تصاميم النظام التي تجعل كلًّا من سحب الاستطاعة، وتحويل الطاقة، وكل الاستخدامات التي تعزز الإنتاج والكفاءة أعظميًّا).

## تاريخه
وجد تشين (2006) أصل نص الاستطاعة العظمى كمبدأ رسمي في اقتراح اولي لألفرد ج. لوتكا (1922). سعى نص لوتكا لتفسير الملاحظة الداروينية للتطور بإرجاعها إلى مبدأ فيزيائي. طُور عمل لوتكا لاحقًا من قبل عالم الأنظمة البيئية هاوارد ت. أودوم بالتعاون مع المهندس الكيميائي ريتشارد سي. بينكرتون وتقدم لاحقًا بجهد المهندس مايرون تريبوس.
في حين قد يكون عمل لوتكا أول محاولة لصياغة الفكر التطوري بمصطلحات رياضية، فقد تبع ملاحظات مشابهة للايبنتس وفولتيرا ولودفيغ بولتزمان مثلًا، على امتداد التاريخ المثير أحيانًا للجدل للفلسفة الطبيعية. أكثر ما يُربط به عمل لوتكا في الكتابات المعاصرة هو عمل هاوارد ت. أودوم.
أعطيت أهمية طريقة أودم دعمًا أكبر أثناء سبعينيات القرن العشرين خلال زمن أزمة النفط، حين -كما لاحظ جيليلاند (1978)- كان هناك حاجة متزايدة لطريقة جديدة لتحليل أهمية وقيمة موارد الطاقة للإنتاج الاقتصادي والبيئي. نشأ حقل يعرف باسم تحليل الطاقة، وهو ذاته مرتبط بالطاقة الصافية وبنسبة عائد الطاقة إلى الطاقة المستثمرة، لملء الفراغ الناتج عن هذه الحاجة التحليلية. ولكن نشأت صعوبات عملية ونظرية في تحليل الطاقة عند استخدام واحدة الطاقة لفهم كل من 1) التحويل بين أنواع الوقود المركز (أو أنواع الطاقة)، و2) مساهمة القوى العاملة، و3) مساهمة البيئة.